# Raiffeisenbank Attersee-Nord
Die Raiffeisenbank Attersee-Nord eGen ist eine österreichische Regionalbank mit Sitz in Seewalchen am Attersee.

## Wirtschaftliche Daten
Das Kreditinstitut betreibt drei Bankstellen in Seewalchen am Attersee, Aurach am Hongar und Weyregg am Attersee sowie eine Selbstbedienungsbankstelle in Schörfling am Attersee. Im Jahr 2023 sind 24 Mitarbeiter beschäftigt worden.
Der Jahresabschluss für das Geschäftsjahr 2023 weist eine Bilanzsumme von ca. 250 Millionen Euro und ein Geschäftsvolumen von rund 317 Millionen Euro aus. Das Geschäftsvolumen konnte somit im Vergleich zum Geschäftsjahr 2022 um ca. 17 Millionen Euro gesteigert werden. Die Eigenkapitalquote belief sich per 31. Dezember 2023 bei einem ausgewiesenen Eigenkapital von rund 30,8 Millionen Euro auf 12,3 Prozent. Es wurden Kundenkredite im Volumen von 124,6 Millionen Euro ausgewiesen; der Einlagestand lag bei 208,8 Millionen Euro. Das Ergebnis der gewöhnlichen Geschäftstätigkeit wurde mit 2,6 Millionen Euro angegeben.

### Struktur
Die Raiffeisenbank Attersee-Nord ist als Genossenschaft organisiert. Gemäß § 1 Genossenschaftsgesetz dient das Kreditinstitut daher in erster Linie der Förderung des Erwerbes und der Wirtschaft der eigenen Mitglieder. Eigentümer der Bank sind die Genossenschaftsmitglieder (Bezeichnung im Raiffeisen-Sektor: Mitinhaber). Die oberösterreichischen Raiffeisenbanken sind gemeinsam Eigentümer der Raiffeisenlandesbank Oberösterreich, diese ist wiederum Miteigentümerin der Raiffeisen Bank International. Die Bank gehört damit zur österreichischen Raiffeisen-Bankengruppe. Der zuständige Revisionsverband (§ 19 Genossenschaftsrevisionsgesetz) ist der Raiffeisenverband Oberösterreich. Aufsichtsbehörde gemäß Bankwesengesetz ist die Finanzmarktaufsichtsbehörde.

## Geschichte
Im Jahr 1989 schlossen sich die vormals selbständigen Raiffeisenkassen Schörfling und Umgebung, Seewalchen und Weyregg zur Raiffeisenbank Attersee-Nord zusammen. Die neue Firma wurde am 2. November 1989 in das Genossenschaftsregister (heute: Firmenbuch) eingetragen. Im Jahr 2008 wurde die neugebaute Bankstelle Seewalchen eröffnet. In diesem Gebäude befinden sich auch Wohnungen sowie Ordinationen, eine Rechtsanwaltskanzlei, ein Veranstaltungssaal und ein Kaffeehaus.